# 아우토반 73호선
아우토반 73호선(독일어: Bundesautobahn 73)은 줄과 뉘른베르크를 이어주는 독일의 연방 고속도로로, 총 연장은 약 170km이다. 그리고 관통되어 있는 주는 바이에른주와 튀링겐주가 있다.

## 접촉하는 도로
- 아우토반 3호선
- 아우토반 6호선
- 아우토반 9호선
- 아우토반 70호선
- 아우토반 71호선